# Песня-97
XXVI песенный фестиваль «Песня года» («Песня-97») проводился в Москве, в декабре 1997 года. 1-2 января 1998 года телеверсия «Песни-97» была показана на ОРТ. Ведущие фестиваля — Ангелина Вовк и Евгений Меньшов. В сопровождении Президентского оркестра, дирижер – Павел Овсянников. Количество песен – 56. Песней года пятый год управляет фирма “АРС” под руководством продюсера Игоря Крутого, зарегистрирована официальная торговая марка «Песня 97», сам фестиваль был посвящён 850-летию Москвы.  
После фестиваля концерт финалистов прошёл в Нью-Йорке, в «Радио Сити».

## Лауреаты фестиваля
Фирма «АРС» устроила строгий отбор участников по критерию: нет хита, потрясшего страну, – от ворот поворот.
Алла Пугачёва вышла в финал с хитом Позови меня с собой, нёсшим посыл одиночества. Из трёх песен Софии Ротару хитами можно было назвать только две: «Свитерок» и «Твои печальные глаза». Премьера песни А. Пугачёвой «Позови меня с собой» состоялась 13 мая 1997 года на радиостанциях «Европа+» и «Русское радио». Но только на ноябрьском хит-параде «Звуковой Дорожки» газеты «Московский комсомолец» песня заняла 1-е место (в последний раз Пугачева значилась в лидерах в июне 95-го). Песня «В воду войду» заняла только 9-ю позицию. Остальные места в хитовой десятке разобрали между собой следующие песни: 2. «Куклы» – «Иванушки»; 3. «Kix» – Per Gessle; 4. «Трасса Е-95» – «Алиса»; 5. «Anybody Seen My Baby» – «Rolling Stones»; 6. «As Long As You Love Me» – «Backstreet Boys»; 7. «Useless» – «Depeche Mode»; 8. «Четыре друга» – «Ногу свело!»; 10. «Самба белого мотылька» – Валерий Меладзе.
В списке лучших видеоклипов «Позови меня с собой» занимал 2-е место. А в лидерах были «Куклы» от «Иванушек».
Концерт финальной «Песни-97» снимался в декабре, в финал вышло 43 участника,  появление Аллы Пугачевой с Филиппом Киркоровым стало сенсацией, поскольку еще год назад между ними и фирмой «АРС» вспыхнула война, из-за сотрудничества с фирмой «ЛИС’C».
Лауреаты фестиваля:
| №  | Название песни                           | Музыка                        | Стихи                | Исполнитель/группа                                                                      |
| -- | ---------------------------------------- | ----------------------------- | -------------------- | --------------------------------------------------------------------------------------- |
| 1  | «Гэй, славяне»                           | Лора Квинт                    | Юрий Энтин           | Владимир Винокур, Лев Лещенко                                                           |
| 2  | «Алмаз»                                  | Алиса Мон                     | Алиса Мон            | Алиса Мон                                                                               |
| 3  | «Видение»                                | Максим Леонидов               | Максим Леонидов      | Максим Леонидов                                                                         |
| 4  | «Дождливое такси»                        | Юрий Варум                    | Кирилл Крастошевский | Анжелика Варум                                                                          |
| 5  | «Родина Россия»                          | Тоф Мамедов                   | Тоф Мамедов          | Александр Малинин                                                                       |
| 6  | «На волне твоей любви»                   | Владимир Поляков              | Нина Штерн           | Эдита Пьеха                                                                             |
| 7  | «Судьба»                                 | Владимир Асимов               | Владимир Асимов      | группа «На-На»                                                                          |
| 8  | «Зелена трава»                           | Владимир Дружинин             | Геннадий Георгиев    | Валентина Толкунова                                                                     |
| 9  | «Одна ты такая»                          | Дмитрий Маликов               | Владимир Баранов     | Дмитрий Маликов                                                                         |
| 10 | «Близнецы»                               | Игорь Крутой                  | Михаил Танич         | сёстры Роуз                                                                             |
| 11 | «Кукла»                                  | Игорь Матвиенко               | Александр Шаганов    | группа «Иванушки International»                                                         |
| 12 | «Я не колдунья»                          | Александр Костюк              | Татьяна Михайлова    | Надежда Кадышева и ансамбль «Золотое кольцо»                                            |
| 13 | «Пусть тебе приснится Пальма-де-Майорка» | Игорь Крутой                  | Леонид Фадеев        | Михаил Шуфутинский                                                                      |
| 14 | «Чашка кофию»                            | Дмитрий Чижов                 | Дмитрий Чижов        | Марина Хлебникова                                                                       |
| 15 | «Слова, что ты не скажешь»               | Дмитрий Аверкин               | Марина Кретова       | Наталья Ветлицкая, Сергей Мазаев                                                        |
| 16 | «На юге дальнем»                         | Вячеслав Добрынин             | Михаил Гуськов       | Вячеслав Добрынин                                                                       |
| 17 | «Лето кастаньет»                         | Игорь Николаев                | Илья Резник          | Наташа Королёва                                                                         |
| 18 | «Поезд Киев-Москва»                      | Игорь Крутой                  | Игорь Лазаревский    | Александр Серов                                                                         |
| 19 | «Солнце моё»                             | Игорь Зубков                  | Константин Арсенев   | Татьяна Овсиенко                                                                        |
| 20 | «Колечко»                                | Игорь Зубков                  | Константин Арсенев   | Татьяна Овсиенко                                                                        |
| 21 | «Проливные дожди»                        | Юрий Антонов                  | Юрий Антонов         | Юрий Антонов                                                                            |
| 22 | «Я скучаю без тебя»                      | Игорь Крутой                  | Константин Арсенев   | Лайма Вайкуле                                                                           |
| 23 | «Мало»                                   | Владимир Пресняков            | Валерий Сауткин      | Филипп Киркоров                                                                         |
| 24 | «Единственная»                           | Олег Газманов                 | Олег Газманов        | Филипп Киркоров                                                                         |
| 25 | «Твои печальные глаза»                   | Владимир Матецкий             | Лилиана Воронцова    | София Ротару                                                                            |
| 26 | «Было время»                             | Владимир Матецкий             | Михаил Файбушевич    | София Ротару                                                                            |
| 27 | «Свитерок»                               | Владимир Матецкий             | Александр Шаганов    | София Ротару                                                                            |
| 28 | «Пять минут»                             | Ким Брейтбург, Николай Трубач | Николай Трубач       | Николай Трубач                                                                          |
| 29 | «Чё те надо?»                            |                               |                      | группа «Балаган Лимитед»                                                                |
| 30 | «Берег»                                  | Владимир Матецкий             | Александр Шаганов    | Влад Сташевский                                                                         |
| 31 | «Стерпится-слюбится»                     | Игорь Зубков                  | Константин Арсенев   | Татьяна Буланова                                                                        |
| 32 | «Был пацан»                              | Александр Федорков            | Михаил Танич         | Иосиф Кобзон                                                                            |
| 33 | «Как любимую сделать счастливой»         | Георгий Мовсесян              | Евгений Евтушенко    | Иосиф Кобзон                                                                            |
| 34 | «Всё или ничего»                         | Олег Молчанов                 | Аркадий Славоросов   | Азиза                                                                                   |
| 35 | «Скворцы»                                | Игорь Матвиенко               | Александр Шаганов    | группа «Любэ»                                                                           |
| 36 | «Жизнь пропащая»                         | Олег Иванов                   | Анатолий Поперечный  | Надежда Бабкина                                                                         |
| 37 | «Пять родных сердец»                     | Игорь Николаев                | Игорь Николаев       | Игорь Николаев                                                                          |
| 38 | «Пропадаю я»                             | Игорь Азаров                  | Регина Лисиц         | Любовь Успенская                                                                        |
| 39 | «Поздняя женщина»                        | Андрей Савченко               | Римма Казакова       | Лев Лещенко                                                                             |
| 40 | «Я обиделась»                            | Игорь Корнелюк                | Регина Лисиц         | кабаре-дуэт «Академия»                                                                  |
| 41 | «Песня о Родине»                         | Игорь Крутой                  | Аркадий Арканов      | Александр Буйнов                                                                        |
| 42 | «Королева»                               | Леонид Агутин                 | Герман Витке         | Леонид Агутин, Анжелика Варум                                                           |
| 43 | «Не забывайте друзей»                    | Вячеслав Добрынин             | Наталья Пляцковская  | Вячеслав Добрынин, Андрей Державин, Михаил Шуфутинский, Николай Расторгуев, Лев Лещенко |
| 44 | «Блюз любви»                             | Виктор Началов                | Михаил Шабров        | Ирина Понаровская                                                                       |
| 45 | «Поплавок»                               | Аркадий Укупник               | Кирилл Крастошевский | Аркадий Укупник                                                                         |
| 46 | «Ты меня не буди»                        | Игорь Матета                  | Владимир Степанов    | Маша Распутина                                                                          |
| 47 | «Самба белого мотылька»                  | Константин Меладзе            | Константин Меладзе   | Валерий Меладзе                                                                         |
| 48 | «Дарю тебе Москву»                       | Руслан Горобец                | Михаил Танич         | Лариса Долина                                                                           |
| 49 | «Обижаюсь»                               | Руслан Горобец                | Михаил Танич         | Лариса Долина                                                                           |
| 50 | «Этот день»                              | Олег Газманов                 | Олег Газманов        | Олег Газманов                                                                           |
| 51 | «Незаконченный роман»                    | Игорь Крутой                  | Константин Арсенев   | Ирина Аллегрова, Игорь Крутой                                                           |
| 52 | «Сударь»                                 | Игорь Крутой                  | Илья Резник          | Ирина Аллегрова                                                                         |
| 53 | «Санта-Барбара»                          | Юрий Чернавский               | Александр Маркевич   | Валерий Леонтьев                                                                        |
| 54 | «Один билет»                             | Игорь Крутой                  | Николай Зиновьев     | Валерий Леонтьев                                                                        |
| 55 | «А я в воду войду»                       | Анатолий Куликов              | Анатолий Куликов     | Алла Пугачёва                                                                           |
| 56 | «Позови меня с собой»                    | Татьяна Снежина               | Татьяна Снежина      | Алла Пугачёва                                                                           |

## Именные призы
Именных призов фестиваля были удостоены:
Приз имени Исаака Дунаевского – Юрий Антонов
Приз имени Роберта Рождественского – Римма Казакова
Приз имени Клавдии Шульженко – Эдита Пьеха
Приз имени Леонида Утесова – Валерий Леонтьев

## Популярные песни года вне финала фестиваля Песня-97
Продюсер Александр Шульгин продвигал музыку группы «Мумий Тролль» стиля поп-рок, но на Песню-97 хиты «Утекай» и «Владивосток 2000» из альбома «Морская» и хит Дельфины из альбома Икра не попали.  Песня «Утекай» входит в «40 песен, изменивших мир» (по версии журнала Rolling Stone на русском языке) и в  «100 песен, изменивших нашу жизнь» (журнал Time Out).
Также не прошли в финал: Ани Лорак, Сосо Павлиашвили, группа «Лесоповал».